# Eupithecia interrubescens
Eupitecia interrubescens es una especie de polilla de la familia Geometridae. La especie fue descrita por primera vez por George Hampson en 1902 y se puede encontrar en Tibet, Pakistán, Nepal e India. Junto con Eupithecia gigantea y Eupithecia dalhousiensis, está entre las especies de mayor tamaño del género. Es de color marrón grisáceo con marcas transversales violáceas, manchas costales oscuros y un punto discal grande. El ala posterior es más clara que la anterior.